# Marcela Costales
Laura Marcela Costales Peñaherrera (24 de outubro de 1951 - 26 de junho de 2020) foi uma historiadora e política equatoriana. Foi vice-prefeita da Província de Pichincha entre 2009 e 2019. Em 2017 desenvolveu o projecto SOS Mujeres Pichincha. Entre 2006 e 2018 foi membro do partido político Alianza País.
Costales morreu em Quito no dia 26 de junho de 2020, aos 68 anos, devido a um tumor.

## Obras
- Memorial de la ciudad de los espejos[5]
- Mujeres patriotas y precursoras de la libertad: Bicenterario vive la independencia[6]
- Rosa Campusano: biografia[7][8]